# ГП-4у
Гражданский противогаз ГП-4у (сленг «Зелёный слоник») — фильтрующее средство индивидуальной защиты органов дыхания, глаз и кожи лица человека. Гражданский противогаз ГП-4у является одним из самых распространённых гражданских противогазов СССР. Выпускался в период с 1949 по 1974 год. Вес противогаза 1.3 кг

## Назначение
Гражданский противогаз ГП-4у предназначен для защиты органов дыхания, глаз и кожи лица гражданского населения и личного состава формирований гражданской обороны от воздействия отравляющих и радиоактивных веществ, а также болезнетворных микробов и токсинов.

## Конструкция
В рабочую часть противогаза входит лицевая часть с соединительной трубкой и противогазовой
фильтрующе-поглощающей коробки.
Противогазовая фильтрующе-поглощающей коробка служит для очистки вдыхаемого воздуха от отравляющих и радиоактивных веществ, а также болезнетворных микробов и токсинов. Очистка воздуха производится специальным поглотителем и противодымным фильтром, которыми снаряжена коробка. Противогазовая фильтрующе-поглощающая коробка имеет цилиндрическую форму. Для увеличения механической прочности на корпусе коробки сделаны наружные поперечные выступы («зиги»). На крышке коробки фильтрующе-поглощающей имеется горловина с резьбой для присоединения коробки к лицевой части противогаза. В дне коробки фильтрующе-поглощающей расположено круглое отверстие, через которое поступает вдыхаемый воздух.
Лицевая часть служит для подведения очищенного в противогазовой коробке воздуха к органам дыхания и для защиты глаз и лица от отравляющих веществ, а также от болезнетворных микробов и токсинов. Лицевая часть противогаза состоит из резиновой маски с очковым узлом, системы тесем, клапанной коробки и соединительной трубки. Имеет три роста (размера): 1, 2 и 3
Клапанная коробка служит для распределения потоков вдыхаемого и выдыхаемого воздуха. В ней имеются один вдыхательный и два выдыхательных клапана. В нижней части камеры клапанной коробки имеется съёмный экран с отверстиями, предназначенный для предохранения клапана от механических повреждений при пользовании и от его выпадения.
Соединительная трубка служит для соединения маски с противогазовой коробкой. Верхним концом трубка наглухо закреплена на патрубке клапанной коробки, нижним она присоединяется при помощи ниппеля и накидной гайки к горловине противогазовой коробки. Соединительная трубка изготовлена из резины, покрытой трикотажем, и имеет поперечные складки (гофры), придающие ей необходимую эластичность и упругость при сгибании.
Крепление маски на голове производится при помощи назатыльника и системы тесем, состоящей из двух лобовых нерастягивающихся, четырёх височных и двух затылочных — резиновых тесем, обеспечивающих хорошую подгонку маски к лицу. Натяжение тесем регулируется при помощи передвижных пряжек, имеющихся на лобовых тесьмах, и неподвижных пряжек — на затылочных тесьмах.
Противогазная сумка служит для хранения и переноски противогаза. В условиях применения химического оружия сумка является также предварительным фильтром для очистки поступающего в противогаз воздуха от крупных частиц радиоактивной пыли. Сумка имеет два отделения: одно для фильтро-поглощающей коробки, другое для маски и воскового «карандаша», используемого для предохранения стёкол очков от запотевания. На дне сумки, в отделении для противогазовой коробки, закреплены две деревянные планки, облегчающие доступ воздуха в противогазовую коробку. Сумка закрывается клапаном и застегивается на пуговицу или ремешок. Для переноски противогаза через плечо к сумке пришита плечевая тесьма с передвижной пряжкой. На рёбрах сумки, обращённых при переноске противогаза к туловищу, пришиты тканевая тесьма или шнур и металлическое полукольцо или тканевое ушко, предназначенные для крепления сумки к туловищу при носке противогаза в положениях «наготове» и «боевом».

## Комплектация
В состав комплекта гражданского противогаза ГП-4 входят:
- лицевая часть — 1 штука;
- фильтрующе-поглощающая коробка — 1 штука;
- сумка противогаза — 1 штука;
- средство против запотевания стекол очкового узла («карандаш») — 1 штука;
- инструкция по пользованию — 1 штука на упаковочное место;
- паспорт— 1 штука на партию.

## Дополнительные сведения
Гражданский противогаз ГП-4 и ГП4у не обеспечивают защиту от аммиака и его производных, органических паров и газов с температурой кипения менее +65 °С (таких как: метан, этан, ацетилен, окись этилена и других), монооксида углерода, оксидов азота.
В середине 50-х годов XX века гражданский противогаз ГП-4 был снят с производства, в связи с переходом на использование более современного гражданского противогаза ГП-4у. А затем был заменён более современным противогазом ГП-5, хотя производство ГП-4У продолжилось до 1974 года.